# 绍尔沃什克
绍尔沃什克，是匈牙利赫维什州所辖的一个村。总面积12.59平方公里，总人口375，人口密度29.8人/平方公里（2011年1月1日）。